# Харк (острів)

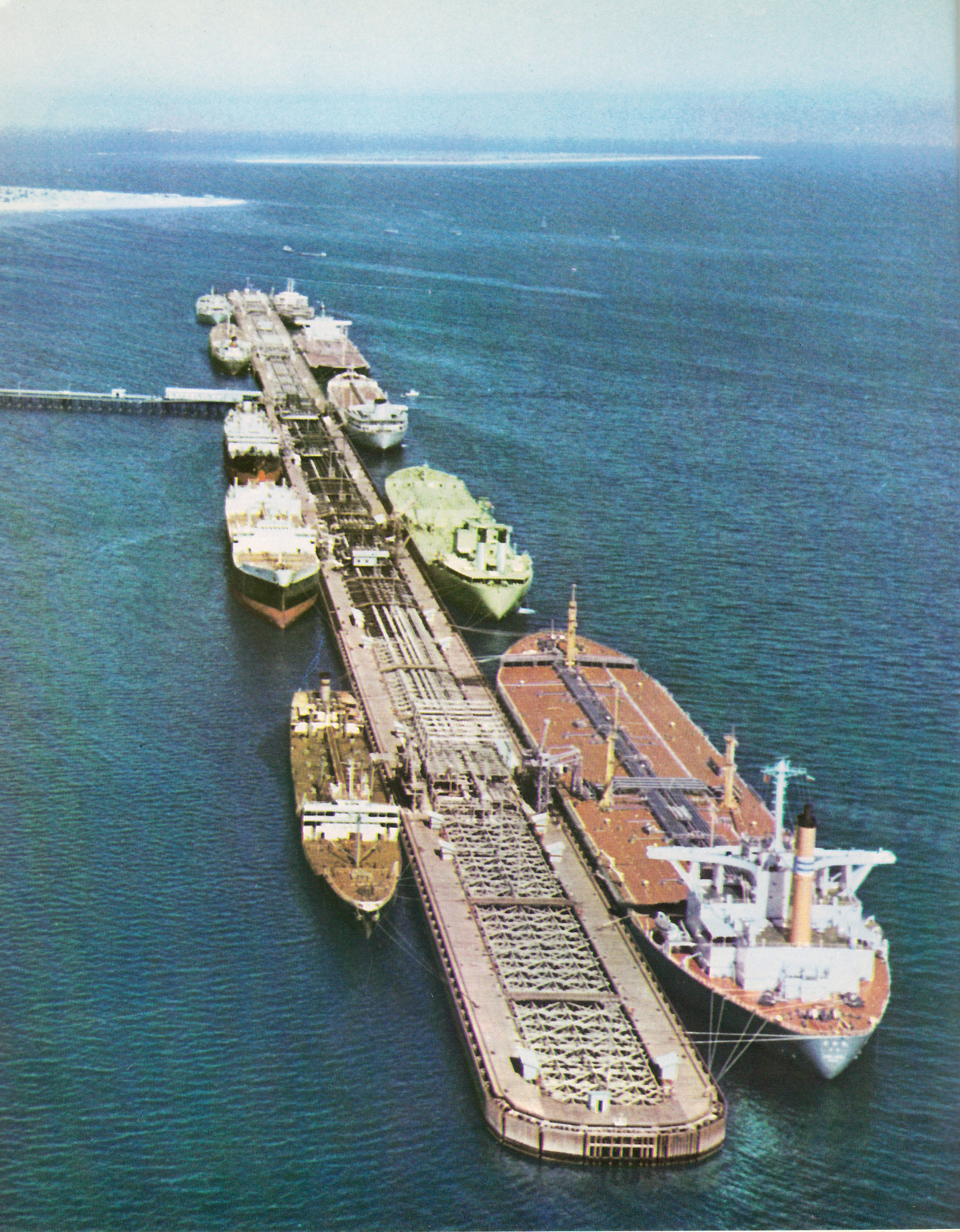
Термінал Харк

Харк (перс. جزیره خارگ) — острів у Перській затоці, що належить Ірану. Адміністративно входить до складу провінції Бушир, На острові розташовано термінал експорту нафти, аеропорт і місто Харк що є адміністративним центром району Харк Острів розширює іранські територіальні морські претензії на нафтові родовища Перської затоки.

## Географія
Острів розташовано за 25 км від узбережжя Ірану і 483 км на північний захід від Ормузької протоки.

### Клімат
Острів лежить у зоні, котра характеризується кліматом помірних степів та напівпустель. Найтепліший місяць — серпень із середньою температурою 32.2 °C (90 °F). Найхолодніший місяць — січень, із середньою температурою 13.9 °С (57 °F).
| Клімат о. Харк          | Клімат о. Харк | Клімат о. Харк | Клімат о. Харк | Клімат о. Харк | Клімат о. Харк | Клімат о. Харк | Клімат о. Харк | Клімат о. Харк | Клімат о. Харк | Клімат о. Харк | Клімат о. Харк | Клімат о. Харк | Клімат о. Харк |
| Показник                | Січ.           | Лют.           | Бер.           | Квіт.          | Трав.          | Черв.          | Лип.           | Серп.          | Вер.           | Жовт.          | Лист.          | Груд.          | Рік            |
| Абсолютний максимум, °C | 26             | 29             | 40             | 41             | 46             | 44             | 46             | 46             | 42             | 41             | 33             | 30             | 46             |
| Середній максимум, °C   | 17             | 18             | 22             | 27             | 31             | 33             | 35             | 36             | 34             | 31             | 25             | 20             | 27             |
| Середня температура, °C | 13             | 14             | 18             | 23             | 27             | 30             | 31             | 32             | 30             | 26             | 21             | 16             | 23             |
| Середній мінімум, °C    | 10             | 11             | 15             | 19             | 24             | 27             | 28             | 28             | 26             | 22             | 17             | 12             | 20             |
| Абсолютний мінімум, °C  | 0              | 1              | 5              | 8              | 14             | 17             | 21             | 20             | 15             | 12             | 5              | 2              | 0              |
| Норма опадів, мм        | 70             | 40             | 20             | 10             | 0              | 0              | 0              | 0              | 0              | 0              | 40             | 80             | 270            |
| Днів з дощем            | 5              | 3              | 1              | 1              | 0              | 0              | 0              | 0              | 0              | 0              | 3              | 6              | 21             |
| Вологість повітря, %    | 74             | 73             | 65             | 58             | 57             | 55             | 59             | 62             | 62             | 64             | 67             | 75             | 64             |
| ----------------------- | -------------- | -------------- | -------------- | -------------- | -------------- | -------------- | -------------- | -------------- | -------------- | -------------- | -------------- | -------------- | -------------- |
| Джерело: Weatherbase    |                |                |                |                |                |                |                |                |                |                |                |                |                |

## Економіка
На острові Харк розташований найбільший (понад 90% експорту іранської нафти та нафтопродуктів) нафтовий термінал Ірану (پایانه نفتی خارگ), який постраждав під час Ірано-іракської війни 1980—1988 років, коли його регулярно бомбила іракська авіація. Термінал управляється іранською державною компанією «Iranian Oil Terminals Company», що є дочірньою компанією національної нафтової монополії — «Національна іранська нафтова компанія» (National Iranian Oil Company, NIOC).

## У масовій культурі
Острів присутній в грі Battlefield 3 як мережева карта.

## Археологічні знахідки
У Сасанідський період на острові було розташовано зороастрийський храм і несторіанський монастир із церквою, в монастирі стіни свого часу були прикрашені декоративною штукатуркою в стилі Такі-Бустан в Керманшасі.
В 2007 на острові був відкритий Ахеменідський напис. Наступного року напис було серйозно пошкоджено вандалами.